# MS Pasteur
Pour les articles homonymes, voir Pasteur.
Le MS Pasteur est le dernier paquebot construit pour la Compagnie des messageries maritimes, armateur français créé au Second Empire et prestigieuse compagnie maritime du XXe siècle. Il fut construit sur les Ateliers et chantiers de France (Dunkerque).
Lancé en 1966, ce paquebot de ligne ultramoderne (automatisé, climatisé et équipé de stabilisateurs antiroulis), à la coupe élégante, est affecté jusqu'en 1972 à la ligne régulière d'Amérique du Sud, entre Hambourg et Buenos Aires, via la France.

## Caractéristiques techniques
Transportant un grand nombre de passagers ainsi que du fret, le MS Pasteur est de type paquebot mixte. Affecté à une ligne régulière de messagerie, c'est également un paquebot de ligne.
- Longueur : 160/174 m
- Largeur : 24 m
- Jauge brute ou tonnage : 17 986 tonneaux de jauge brute (tjb)
- Port en lourd : 7 564 tonnes de port en lourd (tpl)
- Déplacement (navire) : 18 370 tonnes
- Capacité des cales : 5 002 m3 dont 2 958 m3 frigorifiques (−20 à + 5 °C)
- Panneaux de cales : motorisés « Mac Grégor »
- Propulsion : deux moteurs diesel Sulzer deux-temps suralimentés, puissance 24 000 ch, réversibles, directement couplés sur les deux lignes d'arbre porte-hélice (sans embrayage ni hélice à pas variable), télécommande à la passerelle

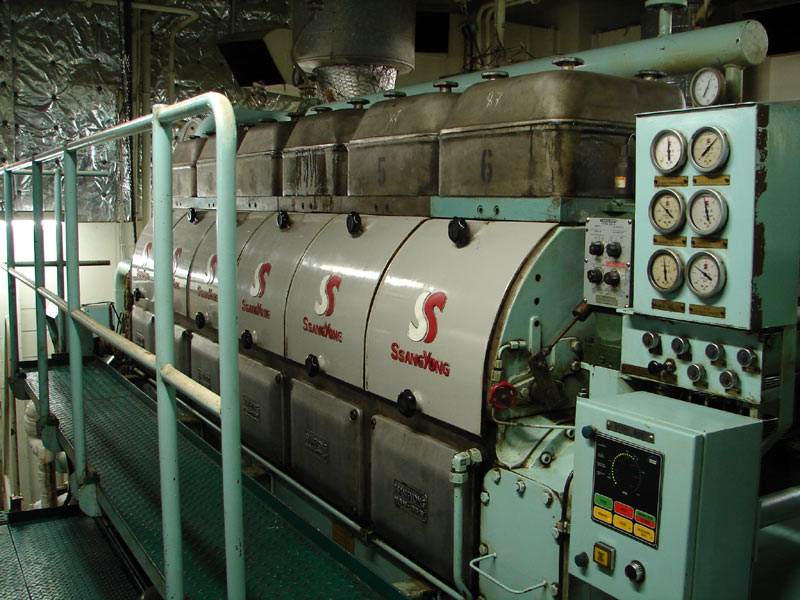
Groupe électrogène de bord

- Vitesse : 22,7 nœuds aux essais, 20 nœuds en service
- Électricité : 5 groupes électrogènes 4 000 kW « Allen Dujardin », 1 groupe électrogène de secours sur le pont passerelle
- Eau douce : 3 bouilleurs
- Automatisation : ordinateur embarqué PSP (propulsion, auxiliaires, centrifugation, cales frigorifiques, etc.)
- Climatisation : locaux passagers et équipage, poste de contrôle machines insonorisé
- Stabilisateurs dynamiques antiroulis : une paire de chaque côté repliable, à l'arrière, constructeur « Denny Brown »
- Cheminée : unique, de couleur blanche décorée du pavillon MM blanc à coins rouges
- Passagers : 163 en première classe, 266 en classe touriste (seconde classe), rigoureusement séparés les uns des autres
- Piscines : deux, ouvertes et de petite dimensions
- Équipage : 162, dont 19 officiers
- Couleur de la coque et des superstructures : blanche
- Port d'attache : Dunkerque

## Histoire
Mis en chantier aux Ateliers et chantiers de France le 28 avril 1964, baptisé Australien et prévu pour la ligne Marseille—Australie dans un premier temps, le MS Pasteur est rebaptisé (deuxième du nom, premier paquebot en 1936) et modifié avant son lancement (adjonction de cales frigorifiques dans la partie avant), puis affecté à la ligne d'Amérique du Sud. Ce chantier naval est réputé pour la fabrication de dix paquebots de ligne, dont le grand paquebot Flandre.
Lancé le 2 juin 1966 à Dunkerque avec pour marraine Madame Pisani-Ferry, le MS Pasteur est livré à son armateur le 28 octobre 1966, après ses essais à la mer et recette. Il commence son voyage inaugural le 2 novembre 1966 à Hambourg, sa tête de ligne, avec le commandant Jean-Louis Cottet.
Équipé de techniques de pointe (automatisation, informatique embarquée, électronique de contrôle, télécommande des moteurs de propulsion, motorisation des panneaux de cale, climatisation des locaux, stabilisateurs antiroulis, etc.), c'est le navire de prestige de l'armateur qui y embarque ses meilleurs équipages.
Le MS Pasteur dessert la ligne d'Amérique du Sud (également appelée « Brésil—Plata ») de 1966 à 1972, où il succède aux trois « Savants » de la Compagnie : MS Louis Lumière, MS Charles Tellier et MS Laënnec.
Dans un premier temps, il effectue ses rotations en alternance avec le paquebot argentin Río Tunuyán, puis seul.
Le MS Pasteur ne connaîtra comme fortune de mer qu'un début d'incendie extérieur le 29 janvier 1969 à Buenos Aires, et un échouement le 22 décembre 1970 à Lisbonne.
Confronté à la concurrence du transport aérien de passagers, le MS Pasteur est retiré du service le 30 octobre 1972, à la suite de sa vente à la « Shipping Corporation of India ». Rebaptisé MS Chidambaram, il est affecté à la ligne Madras—Singapour après transformation des 266 places de passagers de classe touriste en 1 526 places de dortoir.
Victime d'un incendie le 12 février 1985 au large de la côte de Malabar avec 40 victimes au sein des passagers, le MS Chidambaram est livré à la démolition à Bombay.

## Les lignes de l'Atlantique Sud des Messageries Maritimes
Par décret impérial du 19 septembre 1857, les Messageries impériales obtiennent la concession du service postal subventionné de Bordeaux au Sénégal, au Brésil et à La Plata, que la compagnie assure par des paquebots mixtes. Outre le service postal, la compagnie transporte des émigrants européens vers l'Amérique du Sud. Cette prestigieuse ligne régulière transporte ses passagers et son fret dans d'excellentes conditions de confort (zone des alizés, tropiques, passage de l'équateur) et de rapidité.
En 1912, l'exploitation de la ligne est transférée à la Compagnie de navigation Sud Atlantique.
En 1962, la compagnie des Messageries maritimes rachète à la Compagnie maritime des chargeurs réunis et à la Compagnie de navigation Sud Atlantique trois paquebots mixtes portant des noms de savants français et reprend l'exploitation de la ligne d'Amérique du Sud. Ces trois navires sont retirés du service par les Messageries maritimes en 1966 et 1967, au moment de la mise en service du MS Pasteur.
En 1966, les escales du MS Pasteur sont Hambourg (Allemagne), Anvers (Belgique), Le Havre, Vigo (Espagne), Lisbonne (Portugal), Rio de Janeiro et Santos (Brésil), Montevideo (Uruguay) et Buenos Aires (Argentine). Au retour, une escale d'approvisionnement en combustible (fioul lourd et fioul léger) est effectuée à Las Palmas aux îles Canaries (Espagne), ainsi qu'une escale technique à Dunkerque.
La route du paquebot de ligne est tracée de telle sorte que le navire entre au port le matin et qu'il en sort le soir, permettant d'effectuer les opérations commerciales de jour, d'une part, et permettant d'organiser des excursions à terre pour les passagers, d'autre part. La remontée des estuaires, ainsi que leur descente, les entrées aux ports, ainsi que les sorties représentent des attractions spectaculaires pour les passagers. Le passage de l'équateur est l'occasion d'une fête pour les passagers, comprenant le « baptême » des néophytes par Neptune (immersion dans l'eau de mer), la remise d'un certificat de « passage de la ligne », un dîner de gala et une soirée dansante (avec la participation des officiers).
D'autres armateurs étrangers exploitent également cette ligne régulière, vecteur d'immigration européenne.

## La série des «Savants»
La série des « Savants » est un ensemble de huit paquebots mixtes identiques (sister-ships)  construits au chantier naval Ateliers et chantiers de la Loire (Chantiers de l'Atlantique) à Saint-Nazaire de 1948 à 1954 pour le compte de la Compagnie maritime des chargeurs réunis (CMCR) et de la Compagnie de navigation Sud Atlantique (CNSA). Cinq de ces paquebots sont affectés à la ligne de l'Amérique du Sud et trois sont affectés à l'Indochine. Les trois sister-ships de la ligne Brésil—Plata achetés par les Messageries maritimes en 1962 sont les prédécesseurs directs du MS Pasteur à sa mise en service en 1966.
Les Chargeurs réunis et Sud Atlantique (filiale des Chargeurs réunis depuis 1916) exploitent la ligne Amérique du Sud de 1912 à 1962.
- MS Claude Bernard[Note 4] (Chargeurs réunis) : lancé en 1948. Affecté à l'Amérique du Sud. Vendu en 1962 à la RDA et renommé JG. Fichte. Démoli en 1979 à Taïwan.

- MS Lavoisier[Note 5] (Chargeurs réunis) : lancé en 1948. Affecté à l'Amérique du Sud. Vendu en 1961 et renommé Riviera Prima puis Viking Princess. Victime d'un incendie et démoli en 1966 en Espagne.

- MS Louis Lumière[Note 6] (Chargeurs réunis) : lancé en 1951. Affecté à l'Amérique du Sud. Acheté en 1962 par les Messageries maritimes. Fortune de mer : début d'incendie en 1964, porte assistance en 1965 au cargo grec John Lykes. Vendu en 1967 à Abeto SA et renommé Mei Abeto. Désarmé en 1977 et démoli en 1984 à Chittagong.

- MS Charles Tellier[Note 7] (Sud Atlantique) : lancé en 1951. Affecté à l'Amérique du Sud. Acheté en 1962 par les Messageries maritimes. Fortune de mer : début d'incendie en 1964, échouement en 1966 à Buenos Aires. Vendu en 1967 à Abeto SA et renommé Le Havre Abeto. Désarmé en 1978, puis démoli en 1984.

- MS Laënnec[Note 8] (Sud Atlantique) : lancé en 1951. Affecté à l'Amérique du Sud. Acheté en 1962 par les Messageries maritimes. Fortune de mer : échouement en 1964 à Buenos Aires. Vendu en 1966 à Abeto SA et renommé Belle Abeto. Détruit par incendie en 1976 et coulé au Japon.

- MS Édouard Branly[Note 9] (Chargeurs réunis) : Lancé en 1951. Affecté à l'Indochine. Vendu en 1956 à l'Italia Line et renommé Antonio Pacinotti. Démoli en 1979.

- MS Henri Poincaré[Note 10] (Chargeurs réunis) : lancé en 1952. Affecté à l'Indochine. Vendu en 1956 à l'Italia Line et renommé Galileo Ferraris. Démoli en 1979.

- MS Clément Ader[Note 11] (Chargeurs réunis) : lancé en 1954. Affecté à l'Indochine. Vendu en 1956 à l'Italia Line et renommé Alessandro Volta. Démoli en 1979.

Caractéristiques techniques des « Savants » :
- longueur : 163 m ;
- jauge brute : 12 000 tonneaux ;
- port en lourd : 9 500 tonnes ;
- déplacement : 17 600 tonnes ;
- propulsion : deux moteurs diesel Sulzer de 10 000 Ch ;
- vitesse : 17 nœuds ;
- capacité : 92/110 passagers en première classe et 326 passagers en seconde classe.

## La compagnie des Messageries maritimes
En 1851, Albert Rostand, armateur marseillais, s'associe avec les Messageries nationales et crée les Messageries impériales, renommées Messageries maritimes en 1871.
La messagerie maritime, activité d'exploitation commerciale de lignes régulières, impose de posséder des navires et de disposer d'un réseau international d'agences. 
Pendant longtemps, la compagnie des Messageries maritimes exploite principalement des lignes régulières à partir de Marseille en transport de passagers et de fret ; ultérieurement, elle établit une seconde tête de ligne à Dunkerque. L'expansion coloniale contribue au développement de la compagnie, en particulier en Asie, avec le port de Saïgon, importante tête de ligne asiatique.
En 1966, année de la mise en service du MS Pasteur, la compagnie exploite quatre lignes de paquebots (Japon, Madagascar, Pacifique et Amérique du Sud) et huit lignes de cargos (Extrême-Orient, Pacifique, Afrique Orientale, océan Indien, etc.). À bord de ses 48 navires, la compagnie emploie 1 047 officiers et 4 303 marins.
La concurrence de l'avion et la décolonisation font disparaître les lignes de transport de passagers. Le 17 novembre 1969, le paquebot SS Laos effectue le dernier départ de Yokohama. Le 16 septembre 1972, au départ de Buenos Aires, le MS Pasteur est le dernier paquebot de la compagnie effectuant un voyage commercial.

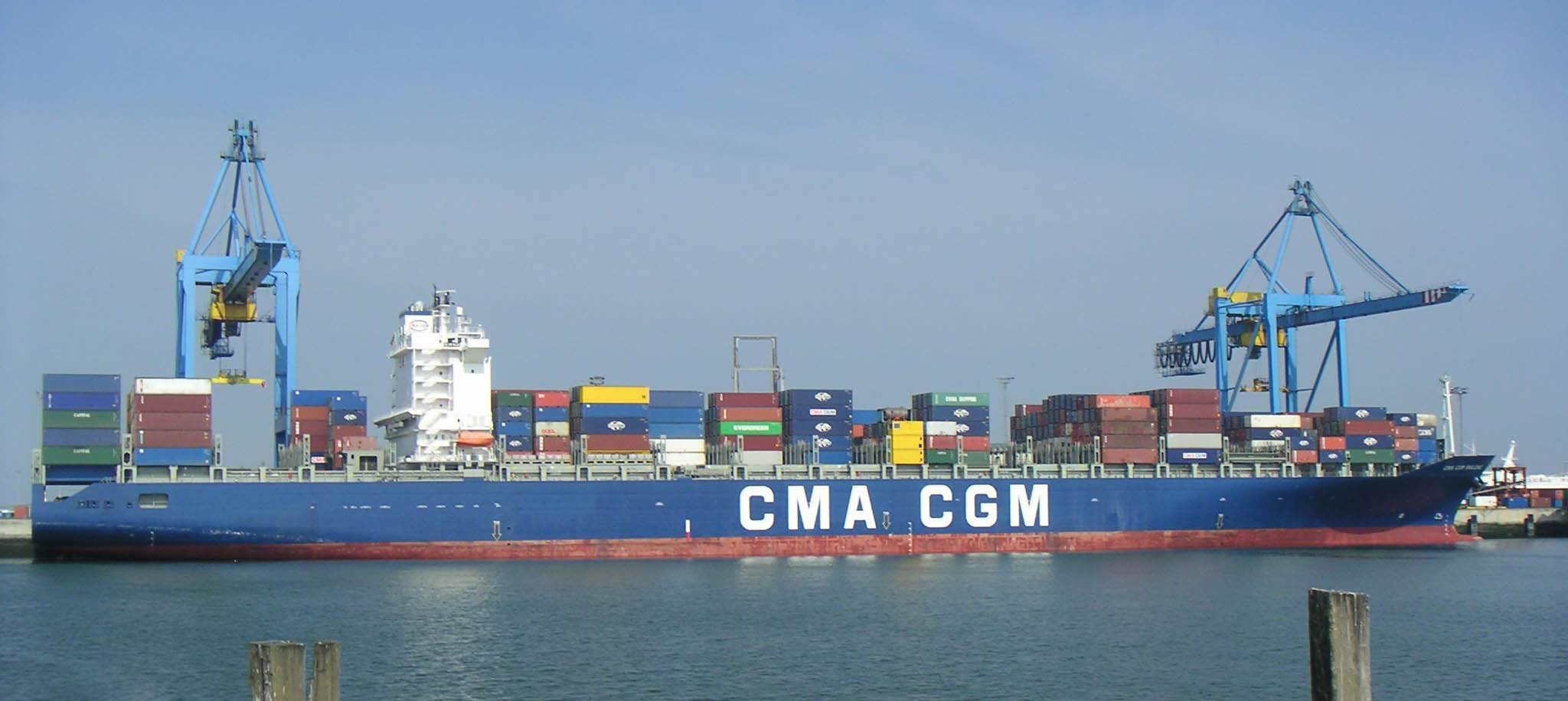
Le CMA CGM Balzac à Zeebruges en Belgique

De 1972 à 1977, les activités de la compagnie se poursuivent principalement avec des navires de charge : navires cargo, porte-conteneurs et pétroliers de grande dimension. Son dernier navire construit, également le plus grand, est le SS Licorne Océane, super tanker de 347 m de long et de 290 767 tonnes.
En 1977, la compagnie des Messageries Maritimes fusionne avec la Compagnie générale transatlantique, sous le nom de Compagnie générale maritime (CGM).
En 1996 la CGM est rachetée par l'armement CMA, renommé CMA CGM.
Le pavillon de la compagnie des Messageries maritimes est blanc à quatre coins rouges, muni de l'inscription noire « MM ». Son emblème est une tête de licorne couronnée en mur de rempart sur une ancre de marine. Armement français prestigieux, à l'égal de la Compagnie générale transatlantique, elle est équipée d'une flotte importante de navires performants, élégants et remarquablement entretenus.
Au sein de la Marine marchande française, la Compagnie des Messageries maritimes était respectée et affectueusement surnommée Mess Mar ou Messageries